# Ліудольф (герцог Швабії)
Ліудольф (Лудольф, Людольф) (нім. Liudolf; бл. 930 — 6 вересня 957) — герцог Швабії в 950—954 роках.

## Життєпис
Походив з Саксонської династії. Старший син Оттона I, короля Східнофранкського королівства, та Едит (доньки англійського короля Едуарда Старшого). Народився близько 930 року. Тривалий час вважався спадкоємцем трону. Тому отримав ретельну освіту.
У 939 році заручений батьком зі спадкоємицею Германа I, герцога Швабії. Сам шлюб було укладено наприкінці 947 або на початку 948 року. Ще до того — 946 року — померла мати Ліудольфа. У 949 році помирає тесть, й Ліудольф вступив у володіння його власними землями, а 950 року отримав герцогство Швабське. Невдовзі за цим заснував місто Штутгарт.
Невдовзі Оттон I вирішив виступити проти Беренгара II, короля Італії. Перед батьком перетнув Альпи герцог Ліудольф, який завдав поразки королю Італії. По поверненню до Німеччини Ліудольф висунув права на співкоролювання. Втім поступово його вплив при дворі батька зменшився через посилення нової дружини Адельгейди.
У 953 році Ліудольф повстав проти батька. На його бік перейшов Конрад Рудий, герцог Лотарингії. Невдовзі Ліудольфу вдалося перетягнути на свій бік Фрідріха, архієпископа Майнца, Арнульфа II, пфальцгарфа Баварського, Герольда, архієпископа Задбцюурга. В результаті повсталі зайняли більшу частину Баварії. Невдовзі Ліутпольд контролював більшість королівства. Але у 954 році Оттону I вдалося захопити Лотарингію, а його війська здобули перемогу біля Агусбурга над Арнульфом II. Невдовзі за цим Конрад Рудий залишив Ліудольфа. Ситуацію погіршило вторгнення угорців до Баварії, які потім прийшли до Лотарингії. За цих умов Ліутпольд замирився з батьком в Лангенценні. Але невдовзі розірвав попередні домовленості, втікши до Регенсбургу. Тут його взяли в облогу, підпаливши місто.
Ліудольф втратив герцогство Швабське. В подальшому брав участь у походах проти полабських слов'ян. Відзначився у битві на Раксі проти руян. У 956 році призначено очільником армії, яка повинна була придушити нове повстання Бергенгара II в Італії. Він доволі успішно діяв в Ломбардії, але 957 року помер в Помбії від якоїсь епідемії.

## Родина
Дружина — Іда, донька Германа I, герцога Швабії
Діти:
- Матильда (949—1011), абатиса Ессенського монастиря
- Оттон (954—982)
- Ріхлінд, дружина графа Куно фон Енінгена (засновника роду Конрадінів)